# Bahnhofstraße (Wolfenbüttel)
Die Bahnhofstraße ist eine Straße in Wolfenbüttel in Niedersachsen.

## Lage
Die Bahnhofstraße liegt im Südwesten der Innenstadt von Wolfenbüttel und verläuft nordsüdlich vom Harztorwall bis zur Straße Im Kalten Tale. Die Länge der Straße beträgt etwa 400 Meter. Die Nummerierung der Häuser beginnt am nördlichen Ende im Westen und läuft in Hufeisenform zurück. Von der Bahnhofstraße gehen westlich die Straßen Schulwall, Bahnhof und Goslarsche Straße ab, östlich ist das die Straße Harztorwall. Am südlichen Ende befindet sich ein Einkaufszentrum und ein Kino.

## Baudenkmale
Die Häuser Bahnhofstraße 1, 2, 3, 4, und 5 werden zu einer Gruppe baulicher Anlagen zusammengefasst.
| Lage                                       | Bezeichnung             | Beschreibung | ID | Bild |
| ------------------------------------------ | ----------------------- | --- | -- | ---- |
| Bahnhofstraße 1 52° 9′ 37″ N, 10° 32′ 2″ O | Wohn- und Geschäftshaus | Das Haus wurde in der Zeit von 1892 bis 1895 erbaut. Der Seitenflügel zum Südwall hin, wurde später hinzugefügt. Es ist ein dreigeschossiges traufständiges Haus mit einem Mansarddach. |    |      |
| Bahnhofstraße 2 52° 9′ 37″ N, 10° 32′ 2″ O | Wohn- und Geschäftshaus | Das Haus wurde in der Zeit von 1891 bis 1896 erbaut. Es ist ein dreigeschossiges traufständiges Haus mit einem Mansarddach.                                                             |    |      |
| Bahnhofstraße 3 52° 9′ 36″ N, 10° 32′ 1″ O | Wohn- und Geschäftshaus | Das Haus wurde in der Zeit von 1891 bis 1896 erbaut. Es ist ein dreigeschossiges traufständiges Haus mit einem Mansarddach.                                                             |    |      |
| Bahnhofstraße 4 52° 9′ 35″ N, 10° 32′ 1″ O | Wohn- und Geschäftshaus | Das Haus wurde in der Zeit von 1891 bis 1896 erbaut. Es ist ein dreigeschossiges traufständiges Haus mit einem Mansarddach.                                                             |    |      |
| Bahnhofstraße 5 52° 9′ 35″ N, 10° 32′ 1″ O | Wohn- und Geschäftshaus | Das Haus wurde in der Zeit von 1891 bis 1896 erbaut. Es ist ein dreigeschossiges traufständiges Haus mit einem Mansarddach.                                                             |    |      |

Weitere Baudenkmale in der Bahnhofstraße sind der Bahnhof Wolfenbüttel und das Haus Bahnhofstraße 11. Das Haus Bahnhofstraße 11 gehört zur Gruppe der baulichen Anlagen der Südlichen Wallbebauung und das Hotel Bahnhofstraße 12 gehört zur Gruppe der baulichen Anlagen der Krummen Straße.

## Denkmale
Am nördlichen Ende der Bahnhofstraße befindet sich gegenüber dem Hotel Bahnhofstraße 12 ein Mahnmal für die ehemaligen Jüdischen Bürger Wolfenbüttels. Dieses Denkmal wurde nach einem Entwurf der Wolfenbütteler Kunstschule „Rundum Kunst“ erstellt und am 25. August 2006 aufgestellt.
Vor den Häusern Bahnhofstraße 3 und Bahnhofstraße 4 befinden sich Stolpersteine.